# 1953 год в истории метрополитена
В этой статье перечисляются основные  события из истории метрополитенов в 1953 году. Полужирным шрифтом выделены открытия новых транспортных систем.

## События
- 5 апреля — в Московском метрополитене закрыт участок Филёвской линии мелкого заложения «Калининская» — «Киевская». Вместо него открыты три станции глубокого заложения: «Арбатская», «Смоленская» и «Киевская». В Московском метрополитене стало 38 станций.

## Происшествия
| Дата | Метро                   | Погибли | Пострадали | Описание |
| ---- | ----------------------- | ------- | ---------- | --- |
| ???  | Московский метрополитен | 0       | 0          | При проходке тоннеля между станциями Парк Культуры и Киевская под фабрикой «Красная Роза» была выявлена проблема, связанная с наличием в этом месте карстовых грунтов. Это было реальной угрозой разрушения корпусов предприятия. Решением нештатной ситуации занимались срочно прибывший на место главный инженер метростроя генерал-майор Н. Д. Данелия и, позже, председатель совета министров А. Н. Косыгин. |